# Fernando Wood
Fernando Wood (Filadelfia, 14 giugno 1812 – Hot Springs, 14 febbraio 1881) è stato un politico e mercante statunitense.

## Biografia
Nato nel 1812, si trasferì a New York con il padre nel 1820 (anno di nascita di suo fratello Benjamin); nel 1831, a 19 anni, iniziò a lavorare come commerciante, professione che esercitò fino al 1850 e nella quale ebbe un certo successo finanziando la corsa all'oro della California del 1849.
Nel 1836 entrò a far parte della Tammany Hall, (potente organizzazione all'interno del Partito Democratico), diventandone rapidamente una delle personalità più in vista. Venne eletto nel marzo 1841 al 27º Congresso, restando in carica solo fino al marzo 1843 a causa della sconfitta elettorale del 1842.
Nel 1850 Wood si candidò senza successo alla carica di sindaco di New York; si ripresentò tuttavia quattro anni più tardi, riuscendo questa volta ad ottenere l'elezione e mantenendo la carica fino al 1858. Durante questo periodo fu espulso dalla Tammany Hall; Wood fondò allora una sua organizzazione che venne denominata Mozart Hall, grazie all'appoggio della quale riuscì a farsi rieleggere sindaco nel 1859 mantenendo la poltrona per tre anni fino al 1862.
Successivamente, Wood venne nuovamente eletto al Parlamento, in due distinti periodi (a causa della mancata rielezione nel 1864): dal marzo 1863 al marzo 1865 e dal marzo 1867 alla morte, avvenuta il 14 febbraio 1881 a Hot Springs, nello Stato dell'Arkansas.